# Jean-Louis Comolli

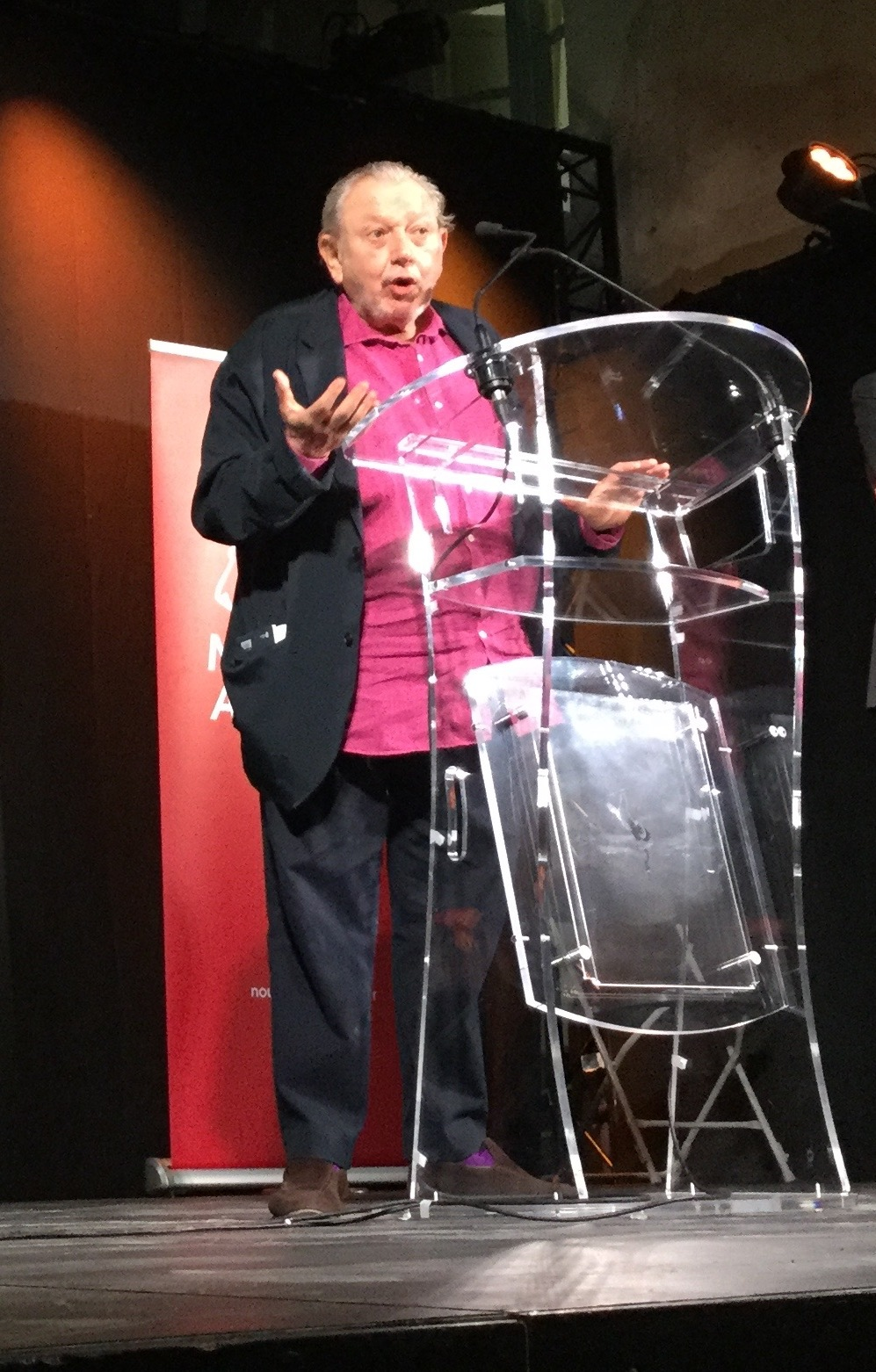
Jean-Louis Comolli in 2018

Jean-Louis Comolli (* 30. Juli 1941 in Philippeville bei Constantine, damals französisches Algerien; † 19. Mai 2022) war ein französischer Filmkritiker, Drehbuchautor, Filmregisseur und Jazzautor.

## Leben
Comolli wurde im damals französischen Algerien in Philippeville geboren. Noch in Algerien begeisterte er sich für Jazzmusik von Charles Mingus und Thelonious Monk. Comolli war 1962 bis 1978 Filmkritiker bei den Cahiers du cinéma und schrieb ab den 1960ern für Jazz Magazine. Er begann schon 1968 Dokumentarfilme und Kurzfilme zu drehen. Gleichzeitig wurde er ab den 1960er Jahren als Jazzautor bekannt, insbesondere für das Buch Free Jazz-Black Power mit Philippe Carles (Chefredakteur des Jazz Magazine, für das auch Comolli schrieb), das auch eine Sozialgeschichte der Afroamerikaner in den USA ist, und als Ko-Autor eines französischen Jazzlexikons. Er war Professor an der Universität Paris VIII.
Comolli drehte unter anderem Dokumentarfilme über Georges Delerue, die Geschichte der Linken, z. B. der Pariser Commune (La Cecilia) und Buenaventura Durruti (1999), oder über den Wahlkampf der Front National von Jean-Marie Le Pen in Südfrankreich (La campagne de Provence) oder von Bernard Tapie 1992 in Marseille (Marseille contre Marseille). Für den TV-Film Petition von 1987 wurde er für den César nominiert. In seinem Spielfilm L’ombre rouge (Geheimaktion Marseille) von 1981 mit Claude Brasseur und Nathalie Baye geht es um einen kommunistischen Waffenschmuggler im Spanischen Bürgerkrieg, der von der Gestapo gefasst wird. Für seine Filme benutzte er oft Musik von Michel Portal, Martial Solal oder Louis Sclavis.
Er trat auch in kleinen Nebenrollen als Schauspieler auf, so 1965 in Alphaville mit Eddie Constantine (als Professor Jeckell).

## Schriften
als Autor
- Cinéma contre Spectacle suivi de «Technique et idéologie» 1971–1972. Lagrasse, Verdier 2009, ISBN 978-2-86432-587-1.[3]
- Voir et pouvoir. L’innocence perdue; cinéma, télévision, fiction, documentaire. (Collection Sciences humaines). Lagrasse, Verdier 2004, ISBN 2-86432-411-3.
- Arrêt sur histoire. Centre Georges Pompidou Service Commercial, Paris 1997, ISBN 2-85850-900-X (zusammen mit Jacques Rancière).
- Free Jazz, Black Power. („Free Jazz, Black Power“, 2000). Edition Dillmann, Hofheim 1980, ISBN 3-9800387-0-X (EA 1974, zusammen mit Philippe Carles).
- The passing actor. Sketch of a renaissance. In: Paul Willemsen, Thomas Trummer (Hrsg.): Actors & Extras. Argos Centre for Art & Media, Brüssel 2009, ISBN 978-90-76855-00-4, S. 51–74.
- Fatal rendez-vous. In: Jean-Michel Frodon: Le cinéma et la Shoa. Un art à l'épreuve de la tragédie du 20e siècle. Cahiers du cinéma, Paris 2007, ISBN 978-2-86642-446-6, S. 69–84.

als Herausgeber
- Le nouveau Dictionnaire du jazz. (Collection Bouquins). Édition Robert Laffont, Paris 2011, ISBN 978-2-221-11592-3 (früherer Titel: Dictionnaire du Jazz. zusammen mit Philippe Carles und André Clergeat).
- Cinéma et Politique. 1956–1970, les années pop. Centre National d’Art et de Culture Georges Pompidou, Paris 2001, ISBN 2-84246-055-3.